# مايكل جوزيف سافاج
مايكل جوزيف سافاج (بالإنكليزية: Michael Joseph Savage)، (23 مارس 1872 – 27 مارس 1940)، وكان سياسيًا نيوزيلنديًا شغل منصب رئيس الوزراء الثالث والعشرين لنيوزيلندا، وكان أول زعيم لحكومة حزب العمال من 6 ديسمبر 1935 حتى وفاته.
وُلد سافاج بمستعمرة فيكتوريا (أستراليا حاليًا)، ثم هاجر إلى نيوزيلندا في عام 1907. وبصفته من العمال، كان سافاج نقابيًا عماليًا، وفي عام 1910، انتُخب رئيسًا لمجلس التجارة والعمل بأوكلاند. أيد سافاج تشكيل الحزب العمالي في نيوزيلندا في يوليو 1916. وكان ناشطًا في السياسة المحلية قبل انتخابه في مجلس النواب عام 1919، بصفته أحد أعضاء حزب العمال الثمانية المنتخبين في هذه الانتخابات. انتُخب سافاج بالإجماع ليكون زعيمًا لحزب العمال في 1933.
قاد سافاج حزب العمال في أول انتصار انتخابي للحزب على الإطلاق بانتخابات 1935. وحظا سافاج بتأييد الشعب لسياسات الانتعاش الاقتصادي الخاصة بحكومته بالإضافة إلى برنامج الرعاية الاجتماعية. وضمنت شعبيته تحقيق انتصار انتخابي أكثر أهميةً لحزب العمال في انتخابات 1938. وانضمت حكومته إلى بريطانيا معلنةً الحرب على ألمانيا في 1939. تدهورت أحوال سافاج الصحية بسرعة بعد ثاني انتصار انتخابي للحزب، وتوفي وهو بالمنصب. وخلفه بيتر فرازير في رئاسة الحكومة.
رأى سافاج نفسه متحدثًا باسم الحزب بأكمله وعمل على جعل جميع فصائل الحزب المتعددة تعمل في تناغم، بالرغم من طرد أحد النقاد اليساريين لرئاسته للحزب، وهو جون إيه. لي. اعتبر الأكاديميون والعامة سافاج، الذي كان معروفًا بالعقل المدبر للرعاية الاجتماعية في نيوزيلندا، أحد أعظم رؤساء الوزراء وأعلاهم مكانةً. وحتى يومنا هذا، يعتبر سافاج رئيس الوزراء النيوزيلندي الوحيد الذي شغل هذا المنصب تحت حكم ثلاثة ملوك مختلفين، وهم جورج الخامس، وإدوارد الثامن، وجورج السادس.

## مطلع حياته
وُلد مايكل سافاج بمدينة تاتونغ في ولاية فيكتوريا الأسترالية، وكان الأصغر من بين ثمانية أبناء لوالديه الأيرلنديين المهاجرين. كان والده، ريتشارد سافاج، من قرية دوندرم بمقاطعة داون الأيرلندية، ووالدته جوانا سافاج (لقب الولادة: هايز) من مدينة ليمريك. هاجر الزوجان إلى أستراليا في خمسينيات القرن التاسع عشر هربًا من المجاعة الأيرلندية. وتلقى سافاج تربيةً كاثوليكيةً من أخته روز بعد وفاة والدته عندما كان يبلغ من العمر خمس سنوات. قضى سافاج خمسة أعوام في الدراسة بمدرسة حكومية في روثيسي، وهي نفس المدينة التي توجد بها مزرعة والده. ومن عام 1886، عندما كان يبلغ من العمر 14 عامًا، حتى 1893، عمل سافاج في متجر للنبيذ والمشروبات الكحولية بمدينة بينالا. حضر سافاج أيضًا فصولًا دراسيةً مسائيةً بمدرسة بينالا آنذاك. وبالرغم من قصر قامته، تمتع سافاج بقوة بدنية هائلة وأصبح اسمه معروفًا بصفته ملاكمًا ورافعًا للأثقال بينما كان يستمتع أيضًا بممارسة الرقص والعديد من الرياضات الأخرى.
حُطم سافاج في عام 1891 بوفاة أخته روز، وأخيه الأقرب جو. اتخذ سافاج اسم أخيه جو ليكون اسمه مايكل جوزيف سافاج من وقتها. وبعد خسارته لوظيفته في 1893، انتقل سافاج إلى ولاية نيوساوث ويلز، ليجد فرصةً ليعمل عاملًا وحفارًا لآبار الري بمدينة نارانديرا لمدة سبعة أعوام. وبينما كان هناك، انضم سافاج إلى الاتحاد العام للعمال وأصبح على دراية بالنظريات السياسية الراديكالية للسياسيين الأمريكيين؛ هنري جورج وإدوارد بيلامي، واللذين أثرا على سياساته السياسية في حياته اللاحقة.
عاد سافاج إلى فيكتوريا في 1900، ليعمل بعدد من الوظائف هناك. وأصبح ناشطًا في مجلس حزب العمال السياسي بفيكتوريا، وفي عام 1907، اُختير سافاج ليكون مرشحًا للمجلس عن دائرة وانغاراتا الانتخابية. اضطر سافاج أن ينسحب من الانتخابات بعد تعذر الحزب عن تمويل ودائعه وتكاليف حملته الانتخابية، وترشح جون توماس بدلًا منه. وظل سافاج عضوًا ناشطًا في الحزب وأصبح صديقًا مقربًا من عضو المجلس، بادي ويب، الذي ارتبط به ارتباطًا وثيقًا في السنوات اللاحقة. 